# تشارلز إلينغتون
تشارلز إلينغتون (بالإنجليزية: Charles Ellington)‏ هو عالم حيوانات بريطاني، ولد في 31 ديسمبر 1952.